# Quilanga (canton)
Quilanga est un canton d'Équateur situé dans la province de Loja.